# Bromeliaceae
Bromeliaceae Juss. é uma família de monocotiledôneas, conhecidas comummente por bromeliáceas, que segundo a classificação filogenética AGP III (2009) pertence à ordem dos Poales, com plantas terrestres, rupícolas ou, principalmente epífitas, possui 3 172 espécies, distribuídas em 58 gêneros, sendo dividida em três subfamílias: Pitcairnioideae, Tillandsioideae e Bromelioideae, no entanto, estudos recentes baseados em dados moleculares, incluem mais cinco subfamílias. No Brasil, é encontrada em todo o seu território nacional em 44 gêneros e aproximadamente 1 290 espécies, na qual, 1 145 são endêmicas, embora novas espécies são encontradas a cada dia,se tornando quase impossível termos dados atualizados a respeito dessa planta. É uma família que se destaca nos neotrópicos pela enorme diversidade genérica e específica, com exceção de uma única espécie, Pitcairnia feliciana, que ocorre no oeste do continente africano.

## Etimologia
Conhecidas como karatas pelos nativos das Antilhas, onde foram descobertas, elas foram renomeadas no fim do século XVII pelo explorador e botânico francês Charles Plumier, que chamou-as de bromélias em homenagem ao botânico sueco Olof Bromelius.
As espécies de Bromeliaceae apresentam de modo geral hábito herbáceo, porém, pode ocorrer raramente o hábito lenhoso em espécies andinas do gênero Puya. As espécies pertencentes a esse gênero como Puya raimondii, chegam a ultrapassar os 10 metros de altura. Visto que, prevalecem na família as plantas de pequeno a médio porte. Em Tillandsia usneoides existe a formação de plantas pendentes, como uma longa cortina, bastante peculiar em formações florestais, caracterizando como epífita. As espécies da família podem ser terrestres, epífitas ou rupícolas, com caules geralmente contraídos. O acompanhamento de rizomas horizontais ou estolões é característica de alguns gêneros e espécies. Existe assistência de longos estolões formando moitas com projeções de suas rosetas, dando um aspecto bem característico. Uma nova espécie de perereca de pouco mais de 1,5 cm foi descoberta nos arredores da Reserva Biológica Augusto Ruschi, em Santa Teresa, na região Serrana do Espírito Santo. A espécie é a única de seu gênero a se reproduzir em bromélias.

## Raízes
As raízes das Bromeliaceae tem a finalidade apenas de fixação nas espécies atmosféricas, ocorrendo em espécies de Tillandsia. Nestes representantes a absorção de água e nutrientes é realizada por meio de escamas absorventes, em um mecanismo de osmose. Dessa forma, as escamas em Bromeliaceae exercem importante papel eco-fisiológico.

## Folhas
As folhas se apresentam em espiral e de característica imbricada formando uma roseta, que diverge amplamente quanto a morfologia, algumas vezes tubulares até amplamente abertas. Pela aparência da roseta e condição imbricada das bainhas é constante a elaboração de um recipiente que concede o acúmulo de água e nutrientes, possibilitando a formação de uma flora e fauna neste micro-habitat. Pode ocasionar também espécies com folhas dísticas, geralmente no gênero Tillandsia, nestes casos sem apresentação de roseta e recipiente. As folhas podem exibir margens lisas a espinescentes, propriedades importantes no reconhecimento das subfamílias e gêneros. Na superfície foliar exibe um indumento formado pelos tricomas absorventes. Em algumas espécies este indumento é muito conspícuo e de cor argêntea, particularmente em espécies de Tillandsia e Dyckia. As escamas foliares são constituídas de duas unidades, o pedículo e o escudo, desempenhando eminente papel na absorção de água e nutrientes e na preservação contra a dessecação em ambientes com restrição hídrica. A coloração argêntea amplifica a refletância da luz solar na superfície foliar reduzindo a transpiração.

## Inflorescência
A inflorescência em Bromeliaceae é normalmente notável pelo colorido das flores e das brácteas. São terminais ou laterais, simples ou composta, organizadas em panícula, racemo ou capítulo, mais raramente as flores são isoladas (Tillandsia usneoides). A inflorescência pode se apresentar séssil ou mais comumente ser sustentada por um eixo de origem caulinar, o escapo, parcial ou literalmente recoberto por bráctea, que são normalmente vistosas, brilhantes e coloridas. Estas brácteas, em companhia com as flores coloridas, desempenham papel significativo em atrair polinizadores, corroborando na família a ornitofilia.

## Flor
As flores são trímeras, com perianto distinguindo o cálice e a corola; hermafroditas ou raramente funcionalmente pistiladas ou estaminadas; actinomorfas a zigomorfas. Apresentam sépalas livres ou concrescidas na base, simétricas a fortemente assimétricas; pétalas livres ou parcialmente soldadas, por vezes providas de um par de apêndices membranáceos na face interna; estames seis, dispostos em duas séries, filetes livres ou concrescidos, algumas vezes ligados à corola produzindo um tubo; ovário súpero, semi-ínfero ou ínfero, trilocular, placentação axial; estilete simples, estigmas três.

## Fruto e Sementes
O fruto será seco, cápsula septícida ou dificilmente loculicida, ou será carnoso, baga. As sementes podem ter apêndices que serão plumosos ou aliformes, ou simplesmente serem desprovidas de apêndices. Na subfamília Pitcairnioideae as sementes são aladas. Em Tillandsioideae ocorrem sementes plumosas e nas Bromelioideae as sementes são desprovidas de apêndices.

## Polinização
A geralmente as espécies são polinizadas por beija flores, pelo despertar das brácteas vistosas e chamativas, e pelo aparecimento de néctar abundante. Os morcegos da mesma forma são interessantes agentes polinizadores, pela existência de odor forte em inúmeras flores de antese noturna. Além da ornitofilia e quiropterofilia são mencionados outros modos de polinização por borboletas, abelhas e besouros. A dispersão está exatamente associada na diversidade de frutos existentes na família. A dispersão das sementes aladas ou plumosas presentes no fruto cápsula é colaborada pelo vento, e no caso das bagas suculentas, da qual as sementes não apresentam apêndices, a dispersão é realizada com a colaboração de animais.

## Reprodução
A reprodução será realizada de duas formas, assexuadamente ou sexuadamente. Na reprodução assexuada, ou vegetativa, produzem-se brotos decorrentes da planta mãe, que talvez saiam da base da planta por estolhos ou rizomas, ou saiam do interior da própria roseta. A produção de estolhos é característica de algumas espécies. A reprodução sexuada, ou por sementes é comum para muitas especies da família. A dispersão pode ser a longas distancias ou na própria planta mãe, assim como registrado nas espécies da subfamília Tillandsioideae.

## Grãos de pólen
O parâmetro dos grãos de pólen adequam-se em três tipos polínicos de acordo com o modelo de abertura e a escultura da exina. A subfamília Bromelioideae apresentam grãos de pólen irregularmente monocolpados, monocolpados típicos e porados. Nas subfamílias Pitcairnoideae e Tillandsioideae ressaltam grãos de pólen monocolpados.

## Taxonomia

### Sistema de Cronquist(1981-1988)
Classifica a família na classe Liliopsida, subclasse Zingiberidae, ordem Bromeliales com 12 gêneros.

### Sistema APG(1998)
Classifica a família no grupo Comelinóides, com 58 gêneros,  porém em nenhuma ordem botânica.

### Sistema APG II(2003)
Classifica a família na ordem Poales com 57 gêneros
- Subfamília Bromelioideae, Subfamília Pitcairnioideae, Subfamília Tillandsioideae

Classifica a família na ordem Poales com 57 gêneros

### Sistema APG III(2009)
Classifica a família na ordem Poales com 57 gêneros
- Subfamília Bromelioideae com 33 gêneros e 722 espécies, distribuídas pelo México até o Sul do Bras

- - Aechmea Ruiz & Pav.
  - Acanthostachys Klotzsch
  - Ananas Mill.
  - Androlepis Brongn ex Houllet
  - Araeococcus Brongn
  - Billbergia Thunb.
  - Bromelia L.
  - Canistropsis  ( Mez ) Leme
  - Canistrum E.Morren
  - Cryptanthus Otto & A.Dietr.
  - Deinacanthon Mez
  - Disteganthus Lem.
  - Edmundoa Leme
  - Eduandrea (Mez) Leme, W. Till, G.K. Br., J.R. Grant & Govaerts
  - Fascicularia Mez
  - Fernseea Baker
  - Greigia Regel
  - Hohenbergia Schult.f.
  - Hohenbergiopsis  L.B.Sm. & Read
  - Lapanthus Louzada & Versieux
  - Lymania Read
  - Neoglaziovia Mez
  - Neoregelia L.B.Sm.
  - Nidularium Lem.
  - Ochagavia Phil.
  - Orthophytum Beer
  - Portea K. Koch
  - Pseudaechmea L.B.Sm. & Read
  - Pseudananas Hassl. ex Harms
  - Quesnelia Gaudich.
  - Ronnbergia E.Morren & Andre
  - Ursulaea R.W.Read & H.U.Baensch
  - Wittrockia Lindm.

- Subfamília Hechtioideae com 1 gêneros e 51 espécies, distribuídas pelo Texas, México e América Central.

- - Hechtia Klotzsch

- Subfamília Lindmanioideae com 2 gêneros e 43 espécies, distribuídas pela América do Sul até as Guianas.

- - Connellia N.E. Br.
  - Lindmania Mez

- Subfamília Navioideae com 4 gêneros e 105 espécies, distribuídas pelas Guianas até o Norte do Brasil.

- - Brewcaria L.B.Sm., Steyerm. & H.Rob
  - Sequencia Givnish
  - Cottendorfia Schult.f.
  - Navia Schult.f.

- Subfamília Pitcairnioideae com 9 gêneros e 515 espécies.

- - Brewcaria L.B.Sm., Steyerm. & H.Rob
  - Connellia N.E. Br.
  - Deuterocohnia Mez
  - Dyckia Schult.f.
  - Encholirium Mart. ex Schult.f.
  - Fosterella L.B.Sm.
  - Pepinia Brongn. ex Andre
  - Pitcairnia L'Her.
  - Steyerbromelia L.B.Sm

- Subfamília Tillandsioideae com 9 gêneros e 1015 espécies, distribuídas pela América.

- - Alcantarea Harms
  - Catopsis Griseb.
  - Glomeropitcairnia Mez
  - Guzmania Ruiz & Pav.
  - Mezobromelia L.B.Sm
  - Racinaea  M.A.Spencer & L.B.Sm.
  - Tillandsia L.
  - Vriesea Lindl.
  - Werauhia J.R.Grant

- Subfamília Puyoideae com 1 gênero e 195 espécies, distribuídas pela Costa Rica, Guiana Chilena e Argentina.

- - Puya Molina

- Subfamília Brocchinioideae com 1 gênero e 21 espécies, distribuídas pela América do Sul até as Guianas.

- - Brocchinia Schult.f.